# Dítě (kniha)
Dítě (francouzsky L'Enfant des Glaces) je pátý příběh francouzského spisovatele Georgese-Jeana Arnauda ze světa Ledové společnosti vydaný v roce 1981.
Jde o postapokalyptický sci-fi román o 17 kapitolách zasazený do prostředí Nové doby ledové.
Česky vydalo knihu nakladatelství Najáda Praha v roce 1993.

## Postavy
- Allan – ředitel loviště v Norv Station.
- Beja – stará Laponka, která pečuje o Jdriena v Salt Station.
- Jdrien – Zrzavý syn Liena Raga.
- Jdrou – Zrzavá dívka, matka Jdriena, do níž se Lien Rag zamiloval. O Jdriena nejeví velký zájem.
- Kurts – železniční pirát působící v zájmu Zrzavých lidí.
- Lien Rag – hlavní postava příběhu, glaciolog, nyní na útěku.
- Manželé Fravovi – spolucestující Liena Raga, směřují do Chapel Station.
- Mouna Day – servírka ve vlaku, nabídne Lienovi pomoc.
- Vak – člen Obnovitelů Slunce.
- Yeuze Semper – kabaretní zpěvačka a Lienova dobrá přítelkyně.

## Námět
Lien Rag pracuje s kmenem Zrzavých lidí na kopuli v Purple Station a poté, co kmen zmizí, je nucen se sám postarat o svého syna Jdriena, jehož má se Zrzavou dívkou Jdrou. Ocitá se na útěku před nenávistí svých spoluobčanů vůči Zrzavým lidem, je si vědom nebezpečí, které jemu i dítěti hrozí, pokud bude odhalen jeho původ...

## Děj
Kabaret, v němž pracuje Yeuze se zdržuje v Knot Station, asi 250 kilometrů od západní válečné fronty. Během velké oslavy je stanice napadena zhruba stočlenným komandem Zrzavých lidí, které vyřadí z provozu přechodové komory a poškodí hlavní elektrárnu a další zdroje energie, což způsobí průnik ledového vzduchu do stanice. Lidé, kteří si nestihnou navléci izotermickou kombinézu, umrznou. Yeuze útok přečká na výhybkářském stanovišti, kde jí dělá společnost Mauron.

Bezpečnost se snaží událost bagatelizovat a vydá stanovisko, že šlo o nepřátelskou akci. O události se nesmí hovořit. Kabaret je odeslán na dlouhou dobu do exilu poblíž fronty.
Mezitím Lien Rag pracuje s kmenem Zrzavých lidí na čištění kopule v Purple Station a přitom se stará o svého syna Jdriena, kterého mu porodila Zrzavá dívka Jdrou. Ta se na výchově příliš nepodílí, dítě není kmenem přijímáno.

Aby nebyl odhalen a neumrzl, pracuje Lien v převleku – v kožichu podobnému srsti Zrzavých lidí, pod nímž má tenkou izotermickou kombinézu, přesto musí vydávat spoustu energie a cítí se vyčerpaný.
Jednoho dne kmen Zrzavých i s Jdrou zmizí. Vyhloubili tunel pod ostnatými zátarasy, aby mohli uprchnout.

Lien se zbaví převleku a opouští stanici i s dítětem. Je mu jasné, že bude muset být velmi obezřetný, aby nikdo nespatřil dítě nahé, neboť jeho srst by prozradila původ. To by znamenalo téměř jistou smrt pro dítě v současné podezřívavé atmosféře vůči Zrzavým. Musí vymyslet, jak jej udržet v chladnějším prostředí, protože Jdrien jakožto míšenec snáší hůře běžnou teplotu. V kupé cestují manželé Fravovi a zejména paní Fravová projevuje o dítě zájem. Manželé cestují do Chapel Station, kde koupili obchod s náboženskými předměty, stanici mají pod palcem Neokatolíci.
Paní Fravová odhalí, že dítě je kříženec člověka se Zrzavou rasou a Lien Rag se se synem ocitne ve velkém nebezpečí. Míšenci nejsou ve Společnosti tolerováni a nejvíce proti nim brojí právě Neokatolíci. Pomoc nabídne servírka Mouna Day a schová otce s dítětem ve své kajutě. Bezpečnost sice ve stanici prohledá vlak, ale uprchlíky neobjeví.

Vlak směřuje po polární síti do Salt Station a Rag se pídí po informacích o kabaretu, chce se setkat s Yeuze. Doufá, že mu pomůže. Dorazí do Salt Station, kde se nechá zaměstnat u jedné z důlních společností, přičemž využije své glaciologické odbornosti.
V práci se seznámí s Vakem, jenž mu zajistí hlídání pro Jdriena. Beja – stará Laponka se toho ráda ujme a synka si oblíbí. Vak také Lienovi ukáže tajnou laboratoř, de facto observatoř pro pozorování Slunce a řekne mu o cílech Obnovitelů Slunce. Liena to zaujme, ale ne natolik, aby se k Obnovitelům přidal.

Poté je vedením firmy vyslán na jih do Trans Station pro dodávku fólie. Vyřídí pracovní záležitosti a při návratu se opět setkává s Mounou. Na jedné stanici spatří na vedlejším vlaku klece s pochytanými Zrzavými lidmi kmene Jdrou. Dozví se, že Jdrou je mrtvá, zabil ji lovec Judo. Lien se nemusí rozmýšlet, rozhoduje se pro pomstu. Juda není těžké vypátrat, neboť zapíjí v jednom baru ve stanici úspěch při lovu. Rozbije mu hlavu kusem ledu a nasedá do omnibusu, aby dohonil svůj expres.

V Salt Station se situace zhoršuje. Někdo si všiml dítěte a udal je na Bezpečnosti. Agenti navštíví Liena, jenž sice není zatčen, nicméně musí počítat se zvýšeným zájmem o svou osobu. V těchto nejistých chvílích mu dělá radost Jdrien, je velmi učenlivý a nejsou s ním žádné potíže.
Yeuze a její kabaret jsou už 4 měsíce ve vyhnanství. Válečná fronta se přiblížila na pouhých několik kilometrů. Yeuze a její společnice musí bavit vojenské pohlaváry. Tento život ji ubíjí, touží po klidu. Dozví se, že příhoda v Knot Station nebyla ojedinělá, Zrzaví lidé útočí i na jiných místech. Navíc proti Společnosti působí i pirát Kurts, který dokáže se svou posádkou proniknout do válečné oblasti a zmocnit se zbraní, paliva i potravin. Yeuze využije propustky a vyráží pátrat po Lienovi.
Lien Rag je nucen s Bejou a dítětem opustit Salt Station. Jeho novým cílem je Norv Station. Zdejší stanici vyhřívá jaderná elektrárna. Zrzaví lidé se tu potápějí do oceánu a loví ryby. Lien se nechá zaměstnat v rybolovné společnosti. Jejího ředitele Allan nezajímá Lienova minulost. Lien se sblíží s místním kmenem Zrzavých lidí i díky Jdrienovi. Pro podmořské práce navrhne ledový zvon, ale jelikož nikdo není ochotný se v něm spustit pod vodu, zůstane to na Ragovi.

Yeuze se podaří přes Vaka vystopovat Liena. Prožijí spolu vzácné chvilky štěstí, které ale záhy smete nečekaná událost ve stanici. Zrzaví lidé vyhodili do vzduchu dvě hlavní komory. Lien Rag je podezříván, že se na přípravě útoku podílel, všichni vědí o jeho spolupráci se Zrzavými.

Ve stanici je vyhrocená atmosféra, Beja je zabita lynčujícím davem. Yeuze se podařilo uniknout s Jdrienem ze stanice právě včas. Lien Rag je chycen rybáři a zmlácen, pak jej vsadí do ledového zvonu, pasti, kterou si sám vyrobil. Velitel Bezpečnosti mu nabízí vysvobození ze spárů rybářů, ale na oplátku žádá informace vedoucí k dopadení Vaka. Lien se vykrucuje, nehodlá jej udat.

V ledovém vězení zakouší nenávist všech místních obyvatel, kteří čekají na jeho smrt. Navštíví jej bratr Petr z církve Neokatolíků a také mu nabízí osvobození výměnou za informace o Obnovitelích Slunce. Lien Rag odmítne, přestože si je vědom, že to znamená jistou smrt v ledu.
Zachrání jej pirát Kurts – sám míšenec černocha a Zrzavého muže. Ve spolupráci se Zrzavými lidmi se podaří jej dopravit přes ledovou pustinu na saních.